# Biopolímero PHA
O bioplástico PHA, também chamado de polihidroxialcanoato, tem se mostrado a alternativa do futuro para os plásticos. Denominados como poliésteres alifáticos que são constituídos por unidades monoméricas que podem apresentar diferentes números de átomos de carbono, o qual a unidade monomérica depende da composição da cadeia lateral R e do valor de m.2.
O PHA é totalmente biodegradável sob determinadas condições e não é tóxico. Essas características físico-químicas e de biocompatibilidade podem ser usadas em uma ampla gama de aplicações, desde embalagens de alimentos até aplicações na área médica.

## Histórico
O PHA surgiu em 1923 no Instituto Pasteur pelo microbiologista Maurice Lemoigne, o qual pela primeira vez através do Bacillus megaterium obteve a determinação da composição, sendo o primeiro, o ácido 3-hidroxibutírico P(3HB). Com o passar dos anos Macre e Wilkinson, em 1958, entenderam que este microrganismo armazenava homopolímero, principalmente quando as proporções de glicose e nitrogênio no meio estavam altamente elevadas, assim avaliaram que era uma fonte de reserva de carbono e energia.
Então, apenas a partir de 1991 começaram as pesquisas de produção desse composto no Brasil, a partir de processos fermentativos, com a ajuda de Cooperativas de produtores de cana-de-açúcar e álcool do estado de São Paulo.

## Fabricação do PHA
Podem-se dividir os bioplásticos PHA em diversos processos de fabricação diferentes. O primeiro deles é o processo que se trata de bactérias que podem possuir característica com limitações de nutrientes essenciais, como o oxigênio e o nitrogênio. Ou bactérias sem essas limitações, que também são capazes de produzir graças a estímulos de crescimento acelerado. Entretanto, para essa fabricação a partir de bactérias, arca-se com altos custos de produção, além de um baixo rendimento por serem produzidas a pequenas quantidades. Em consequência disso, o Bioplástico PHA feito a partir de bactérias se torna pouco competitivo em relação a outros plásticos. 
Com o passar dos anos, o processo de fabricação foi aperfeiçoado, e surgem à fabricação de PHA a partir de bactérias que utilizam como fonte o carbono, além de processos que atuam como biocatalisador derivado de micro-organismos e até mesmo a fabricação a partir de genes inseridos em pés de milho transgênicos.
Contanto, o processo de fabricação do bioplástico PHA que é considerado o mais competitivo do mercado é feito a partir de lixo orgânico. Isso foi possível graças a tecnologia criada pela empresa Full Cycle Bioplastics, em que bactérias não transgênicas em determinadas condições são capazes de produzi-lo a partir de resíduos orgânicos. Por conta desse processo inovador, há uma nítida redução dos gases estufa que são produzidos a partir do lixo, além do preço do bioplástico se tornar altamente competitivo no mercado e, por último, como vantagem, pode-se dizer que há um grande estímulo a economia sustentável e circular.

## Propriedades
As propriedades do PHA estão relacionadas com o número de carbonos de cada monómero individual e com a estrutura física destes monómeros após a incorporação numa cadeia polimérica por enzimas. Em geral há diversos tipos de PHA, devido ao elevado número de monómeros e a composição monomérica, que faz com que varie as características físicas e químicas. Como exemplo, temos o P3HB que apresenta uma elevada cristalinidade e é um material duro e quebradiço, não sendo o material ideal para determinadas aplicações. No entanto, a incorporação de monómeros de 3-hidroxivalerato no polímero, permite baixar a temperatura de fusão e a cristalinidade do polímero, tornando-o mais elástico. 
Outro exemplo é o polímero P4HB que é um material termoplástico bastante resistente e maleável, podendo ser alongado quase dez vezes em relação ao seu comprimento inicial, em que durante o alongamento as cadeias do polímero orientam-se, resultando em fibras extremamente fortes. Já o P3HB4HB demonstra uma grande diversidade de propriedades, desde uma elevada cristalinidade a uma grande elasticidade, dependendo da percentagem de monómero 4-hidroxibutirato. 

## Impacto Ambiental
O bioplástico PHA, tem se mostrado a alternativa do futuro para os plásticos. Isso porque o biopolímero de bioplástico PHA é biodegradável, o que significa que pode se degradar em até 5 anos em qualquer tipo de ambiente, seja aterro, solo, rios ou oceano. Podendo ser produzido a partir de fontes renováveis como cepas de bactérias e lixo orgânico, sendo capaz até de capturar gases do efeito estufa em sua produção. 
Nesse sentido, produtos feito com bioplasticos PHA são biocompatíveis, isto é, não estranhos ao sistema imune, o que possibilita seu uso como materiais cirúrgicos, e podem ser produzidos a partir de fontes renováveis.  Além disso, pode-se citar que o PHA é atóxico, ou seja, não possui em sua composição produtos que fazem mal à saúde.

Destaca-se que o polímero PHA tem um impacto no meio ambiente muito menor do que quando comparado ao Poliestireno ou qualquer outro polímero. Isso porque o último é derivado de petróleo, substância não renovável, e que libera CO2 e outros gases do efeito estufa no seu processo de fabricação, contribuindo para um desequilíbrio ambiental por meio do aquecimento do planeta. Além disso, não é um material comumente reciclado, o que acumula quantidade excessiva de lixo plástico em diversos ambientes. Já o PHA, é um produto degradável, portanto, sem acúmulo de lixo, e ainda pode capturar gases do efeito estufa, reduzindo a gravidade de sua emissão. 